# Новоселивка (Килийски район)
Новоселивка или Еникьой (на украински: Новоселівка) е село в Южна Украйна, Одеска област, Измаилски район. Заема площ от 2,72 км2.

## География
Селото се намира в историческата област Буджак (Южна Бесарабия). Разположено е северно от Килия, североизточно от Фурманивка и източно от Стари Трояни.

## История
Селото е основано през 1819 година.

## Население
Населението на селото възлиза на 1647 души(2001). Гъстотата е 605,51 души/км2. По-голяма част от жителите са славяноезични и тюркоезични българи.